# Vibyggerå distrikt
Vibyggerå distrikt är ett distrikt i Kramfors kommun och Västernorrlands län. Distriktet ligger omkring Docksta i södra Ångermanland. 

## Tidigare administrativ tillhörighet
Distriktet inrättades 2016 och utgörs av Vibyggerå socken i Kramfors kommun.
Området motsvarar den omfattning Vibyggerå församling hade 1999/2000.

## Tätorter och småorter
I Vibyggerå distrikt finns en tätort och en småort.

### Tätorter
- Docksta

### Småorter
- Berg